# Vin Diesel
Vin Diesel (født Mark Sinclair Vincent; 18. juli 1967) er en amerikansk skuespiller, instruktør, producer og manuskriptforfatter. Han blev kendt i begyndelsen af 2000'erne, da han havde hovedrollerne i flere succesfulde Hollywood film, herunder The Fast and the Furious og xXx. Han stiftede produktionsselskaberne One Race Films, Tigon Studios og Racetrack Records.

## Tidlige liv
Mark Sinclar er opvokset i New York City, som søn af Delora, en psykiater og astrolog. Han er af hvid og sort herkomst. Han har beskrevet sig selv som "helt sikkert en person af farve" og erklærede at han er "af tvetydig etnicitet – italiensk og en masse andre ting". Han har aldrig mødt sin biologiske far, og blev opdraget af sin afro-amerikanske stedfar, Irving, en instruktør og teaterchef. Han fik sin scenedebut i en alder af syv, da han optrådte i børnenes Dinosaur Door, skrevet af Barbara Garson. Forestillingen blev produceret på Theater for the New City i byens Greenwich Village. Hans deltagelse i forestillingen kom, da han, hans bror og nogle venner havde brudt ind i teateret på Jans Street med den hensigt at vandalisere det. De blev konfronteret med teatrets kunstneriske leder, Crystal Field, der i stedet for at tilkalde politiet, rakte dem manuskripter og tilbød dem roller i den kommende forestilling. Han forblev involveret i teatret i sin ungdom og gik på byens universitet Hunter College, hvor hans kreativ arbejde førte ham til at arbejde som manuskriptforfatter. Diesel blev en aktiv filmskaber i begyndelsen af 1990'erne, da han lavede kortfilmen Multi-Facial, som blev udvalgt til screening på Filmfestivalen i Cannes i 1995. Diesel har udpeget sig selv som en "multi-facetteret" skuespiller, som et resultat af tidlige vanskeligheder med at finde roller på grund af sin blandede arv.
I et interview med Conan O'Brien sagde han, at han ændrede sit navn til "Vin Diesel", mens han arbejdede som udsmider på New York City natklub Tunnel, fordi man i denne branche ikke giver sit rigtigt navn ud. Navnet "Vin" er simpelthen en forkortet version af "Vincent". Han fik tilnavnet "Diesel" fra sine venner, der sagde, at han løb af sted med dieselolie under henvisning til sin non-stop energi.
Diesel har en tvillingebror, Paul, en yngre bror, Tim og en søster, Samantha.

## Karriere
Diesels første filmrolle var en kort ukrediteret optræden i 1990 i filmen Awakenings. Herefter producerede, instruerede og medvirkede han i kortfilmen Multi-Facial i 1994, en kort semi-selvbiografisk film, der følger en skuespiller der hænger fast i audition processen, fordi han betragtes som enten "for sort" eller "alt for hvid" eller ikke sort eller hvid nok. Han lavede sin første spillefilm i 1997, Strays, et bymæssigt drama hvor han spiller en selvstændig gangsterboss, hvis kærlighed til en kvinde inspirerer ham til at forsøge at ændre sit liv. Skrevet, instrueret og produceret af Diesel, blev filmen udvalgt til konkurrence i 1997 på Sundance Film Festival, hvilket førte til en MTV aftale om at gøre filmen til en serie.
Han spillede derefter med i Steven Spielbergs Oscar-vindende film, Saving Private Ryan. I 1999 fik han kritikerros for sit stemme-arbejde som hovedpersonen i animationsfilmen The Iron Giant. Han fulgte det op med større rolle i branchen – dramaet Boiler Room (2000) og derefter fik han sin gennembrudsrolle som anti-helten Riddick i science fiction filmen Pitch Black (2000). Han opnåede actionhelt super stjernestatus med kommercielle indtjeninger – gaderæs actionfilmen The Fast and the Furious og action thrilleren xXx (2002).
I 2004 spillede han sin rolle som Pitch Blacks Riddick i The Chronicles of Riddick, men det blev en fiasko i betragtning af filmens store budget. I 2005 spillede han en munter rolle i komediefilmen The Pacifier – filmen blev en stor økonomisk succes. I 2006 spillede han en dramatisk rolle som "real-life" gangsteren Jackie DiNorscio i Find Me Guilty. Selv om han modtog kritisk anerkendelse for sin præstation, klarede filmen sig dårligt økonomisk. Senere samme år lavede en en kort cameo i The Fast and the Furious: Tokyo Drift. Diesel blev oprindeligt tilbudt hovedrollen i 2 Fast 2 Furious, men tog ikke mod tilbuddet. Han blev også tilbudt en chance for at gentage sin rolle fra XxX i xXx: State of the Union, men takkede også her nej.
I 2007 blev han sat til at producere og spille hovedrollen som Agent 47 i filmatisering af Computerspillet Hitman, men trak sig tilbage til sidst og fungerede i stedet som executive producer på filmen. I 2008 spillede han med i sciene fiction action-thrilleren Babylon A.D..
Han vendte tilbage til The Fast and The Furious-serien, sammen med alle de skuespillere fra den oprindelige film i 2001 – i Fast & Furious som blev udgivet i 2009. I 2011 vendte han igen tilbage til filmserien, i den femte film, med titlen Fast Five og i 2013 Fast & Furious 6. Han gentog sin rolle som Riddick i den tredje film i serien i 2013, som fik titlen Riddick. I august 2013 fik han en stjerne på Hollywood Walk of Fame.

## Personlige liv
Diesel er kendt for sin genkendelige dybe stemme, han har sagt, at hans stemme gik i overgang da han var omkring 15 år, hvilket giver ham en moden klingende stemme i telefonen.
Omkring 2001 datede Diesel sin The Fast and the Furious medspiller Michelle Rodriguez.
Diesel har udtrykt sin kærlighed til Den Dominikanske Republik, og hvordan han relaterer til sin flerkulturelle facetter. Han er også bekendt med præsident Leonel Fernández, og har siden medvirket i en af sine tidligere kampagne annoncer. Los Bandoleros, en kortfilm instrueret af Diesel, blev også filmet i Den Dominikanske Republik.
Diesel foretrækker dating i Europa, hvor der er mindre sandsynlighed for at blive genkendt, og hvor berømtheder ikke er kædet sammen med hinanden. Han foretrækker diskretion omkring sit privatliv.
Diesel har spillet Dungeons & Dragons i over tyve år og skrev forordet til erindringsmønten 30 Years of Adventure: A Celebration of Dungeons & Dragons. I 30th Anniversary of Dungeons & Dragons udstedelse af Dragon, undersøger de, at Diesel spille Dungeons & Dragons og afslører at han havde en falsk tatovering af hans karakter navn, "Melkor", på maven under optagelserne xXx.
Diesel har en datter, Hania Riley, født den 2. april 2008, med sin kæreste, modellen Paloma Jimenez. I en artikel i An tEolas, en irsk avis, har Diesel udtalt at han er blevet betragtet som en hård mand, men han er i kontakt med sin bløde side som far.

## Filmografi

### Skuespiller
| År   | Film                                  | Role                        | Andre noter                      |
| ---- | ------------------------------------- | --------------------------- | -------------------------------- |
| 1990 | Awakenings                            | Orderly                     | Ukrediteret rolle                |
| 1994 | Multi-Facial                          | Mike                        |                                  |
| 1997 | Strays                                | Rick                        |                                  |
| 1998 | Saving Private Ryan                   | Private Adrian Caparzo      |                                  |
| 1999 | The Iron Giant                        | The Iron Giant (stemme)     | Animeret                         |
| 2000 | Boiler Room                           | Chris Varick                |                                  |
| 2000 | Pitch Black                           | Richard B. Riddick          |                                  |
| 2001 | The Fast and the Furious              | Dominic "Dom" Toretto       |                                  |
| 2001 | Knockaround Guys                      | Taylor Reese                |                                  |
| 2002 | xXx                                   | Xander Cage                 |                                  |
| 2003 | A Man Apart                           | Sean Vetter                 |                                  |
| 2004 | The Chronicles of Riddick             | Richard B. Riddick          |                                  |
| 2004 | The Chronicles of Riddick: Dark Fury  | Richard B. Riddick (stemme) | Direkte-udgivet-på-dvd; animeret |
| 2005 | The Pacifier                          | Løjtnant Shane Wolfe        |                                  |
| 2006 | Find Me Guilty                        | Jack DiNorscio              |                                  |
| 2006 | The Fast and the Furious: Tokyo Drift | Dominic "Dom" Toretto       | Cameo optræden                   |
| 2008 | Babylon A.D.                          | Hugo Cornelius Toorop       |                                  |
| 2009 | Fast & Furious                        | Dominic "Dom" Toretto       |                                  |
| 2011 | Fast Five                             | Dominic "Dom" Toretto       |                                  |
| 2013 | Fast & Furious 6                      | Dominic "Dom" Toretto       |                                  |
| 2013 | Riddick                               | Richard B. Riddick          |                                  |
| 2014 | Guardians of the Galaxy               | Groot                       | Stemme                           |
| 2015 | Furious 7                             | Dominic "Dom" Toretto       |                                  |
| 2015 | The Last Witch Hunter                 | Kaulder                     |                                  |
| 2017 | The Fate of the Furious               | Dominic "Dom" Toretto       |                                  |
| 2020 | Bloodshot                             |                             |                                  |

### Producer
| Film                      | År   | Beskrivelse                    |
| ------------------------- | ---- | ------------------------------ |
| Multi-Facial              | 1994 | Producer                       |
| Strays                    | 1997 | Executive Producer, Producer   |
| xXx                       | 2002 | Executive Producer             |
| A Man Apart               | 2003 | Producer                       |
| The Chronicles of Riddick | 2004 | Executive Producer             |
| Life is a Dream           | 2004 | Dokumentar, Executive Producer |
| Find Me Guilty            | 2006 | Producer                       |
| Hitman                    | 2007 | Executive Producer             |
| Fast & Furious            | 2009 | Producer                       |
| Fast Five                 | 2011 | Producer                       |

### Instruktør og forfatter
| Film           | År   |
| -------------- | ---- |
| Multi-Facial   | 1994 |
| Strays         | 1997 |
| Los Bandoleros | 2009 |

### Games
1. The Chronicles of Riddick: Escape from Butcher Bay (2004)
2. The Chronicles of Riddick: Assault on Dark Athena (2009)
3. Wheelman (2009)

### Computerspil roller
- Need for Speed: Most Wanted – Rog (2005)